# Tandanor
Tandanor (Talleres Navales Dársena Norte) es un astillero y taller de reparaciones navales ubicado en Buenos Aires, Argentina. El paquete accionario de la empresa pertenece en un 90% al Estado Nacional y el restante 10% a sus trabajadores. Funciona bajo la órbita del Ministerio de Defensa de la Nación Argentina, y, junto al Astillero Almirante Segundo Storni, constituye el conglomerado CINAR.
Es uno de los mayores astilleros navales de Sudamérica, especializado en reparación y conversión de embarcaciones. En términos de capacidad productiva, es el mayor taller de reparaciones navales de Latinoamérica y el tercero en importancia en el mundo. Desde su reestatización a la fecha se han reparado más de 6 buques tanto nacionales como de bandera extranjera.

## Historia
Fue fundado como Talleres Navales de Marina el 10 de noviembre de 1879, durante la presidencia de Nicolás Avellaneda, para el mantenimiento de los buques de la Armada Argentina. 
En 1922 fue renombrado Arsenal Naval Buenos Aires y en 1971 se constituyó como sociedad anónima con su nombre actual y participación mayoritaria de capital estatal. Para cubrir las necesidades de la flota mercante estatal y competir en el campo de las reparaciones navales se constituyó la sociedad anónima Talleres Navales Dársena Norte (TANDANOR), con mayoría de capital estatal y dirigida por la Armada Argentina y la Administración General de Puertos. La nueva empresa incorporó talleres navales de la Armada y 2 diques secos de la Administración General de Puertos. 
En 1943 había más de 6.000 operarios especializados ocupados. La demanda de técnicos impulsó la creación de los Cursos de Constructores Navales en las Escuelas Industriales Nacionales, y por iniciativa de la Armada se creó en 1950 la carrera de “Ingeniero Naval” en la Facultad de Ingeniería de la Universidad de Buenos Aires. Durante esa época se llevó a cabo el proyecto y construcción de la fragata ARA Libertad, buque-escuela de la Armada Argentina, en el cual los guardia marinas en comisión realizan un viaje de instrucción alrededor del mundo. La construcción naval continuó evolucionando influenciada por las flotas estatales existentes y las normas sobre subsidios o distintas formas de apoyo crediticio que recibió del gobierno peronista, y así, unos diez años más tarde, la ocupación generada por la actividad ascendió a 108.000 personas, abasteciendo  órdenes de construcción para las Flotas del Estado, la Armada y la Prefectura Naval.[cita requerida] En 1951 se creó el Fondo Nacional de la Marina Mercante (FNMM), orientado a generar condiciones de competitividad internacional en materia de costos.[cita requerida]
En 1973 se promulgó la Ley de la Industria Naval, destinada a aumentar la eficiencia de esta industria. La tasa de renovación de la Marina Mercante Nacional creció así un 14% en 1973, un 38 % en 1974 y casi un 50 % en 1976. En 1983 comienza a desdibujarse el régimen para la Industria Naval por la falta de apoyo financiero declinando de 5700 trabajadores a menos de 700 en 1985. 
En 1973 la Armada incorpora el personal y propiedad de TARENA (Talleres de Reparaciones Navales), otro importante astillero propiedad del estado dado que en ese momento TANDANOR tenía 8 diques y necesitaba ampliar su capacidad debido al incremento en la actividad marítima del Océano Atlántico. En 1978 se encargó a Pearlson Engineering de Miami (EE. UU.) la construcción de un elevador Synchrolift.  
En 1991 fue privatizada bajo el plan de privatizaciones del presidente Carlos Saúl Menem. La empresa fue privatizada por 90 millones de pesos pese a que su precio de mercado era mayor a los 70 millones. Durante el primer lustro redujo su personal en dos tercios mientras que su producción cayó un 87 por ciento frente al último año en manos estatales. En 1997 fue revendida tras acumularse una deuda de 307 millones de pesos/dólar por parte del grupo Roggio que manejaba la empresa desde el 92. En 1999, los principales accionistas declararon una quiebra que se presume fraudulenta. Las notorias irregularidades desembocaron en julio de 2006 en el procesamiento de exfuncionarios y empresarios por su privatización. Tras la quiebra de la empresa privada la mayoría de los trabajadores continuaron con sus tareas. 
El 30 de marzo de 2007 el gobierno del presidente Néstor Kirchner nacionalizó Tandanor por decreto, declarando nula de nulidad absoluta la privatización realizada en la década anterior. En recompensa por sus esfuerzos para mantener en actividad la empresa los trabajadores del astillero recibieron el 10% de sus acciones.
El 17 de mayo de 2010, Día de la Armada, la entonces ministra de Defensa Nilda Garré anunció la incorporación de Tandanor, junto con el Astillero Almirante Storni, al Complejo Industrial Naval Argentino (CINAR). En ese momento, Tandanor ocupaba 515 trabajadores en forma directa junto a unos 120 subcontratistas. En mayo de 2014, TANDANOR completó la reparación del submarino ARA San Juan, el mismo estaba en reparación desde el año 2007.
Para 2016, ya durante el gobierno de Mauricio Macri el astillero bajó considerablemente su producción: mientras que a diciembre de 2015 reparaba entre 120 y 140 navíos por año, ese año solo fueron reparados de 20 a 30. El Ejecutivo puso a los trabajadores del astillero a reparar sillas de ruedas, al año 2018 la tarea aún no fue cumplida.
Los balances contables de los años 2020/2021/2022 y 2023, auditados por la Auditoría General de la Nación, fueron positivos. La empresa fue cada año superavitaria y se autofinanció sin recibir subsidios del Estado, los salarios de los trabajadores se pagan con el resultado de la producción. Para el año 2023 cerró con un resultado positivo de 4016 millones. Las  ventas y construcciones sumaron otros 8753 millones de pesos y las reparaciones dejaron ganancias 12.887 millones de pesos.

## Instalaciones

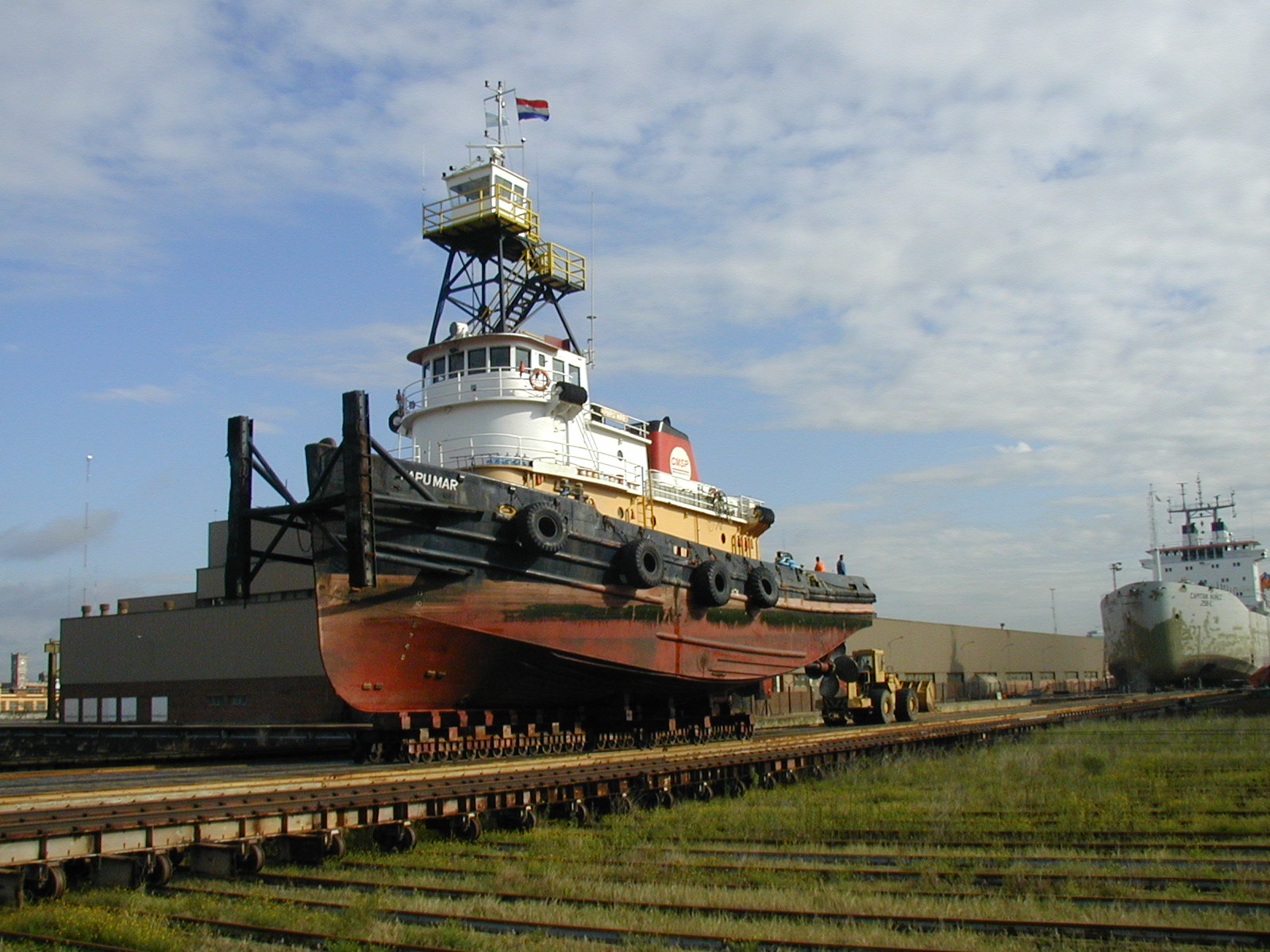
TANDANOR, plataforma de transferencia del sincrolift

Tandanor ocupa un predio de 21 hectáreas frente al Canal Sur del Puerto de Buenos Aires. Dispone de 1400 metros de muelles propios, talleres, gradas de construcción y reparación, grúas móviles y flotantes, y un elevador Synchrolift con una plataforma de elevación de 184 × 32,9 m con 15 000 toneladas de capacidad de elevación y 11 700 t de capacidad de transferencia, que le permiten operar con buques de hasta 55 000 t de peso muerto y aproximadamente 220 m de eslora, y cuatro gradas de trabajo de 220, 178, 149 y 149 metros.bEn sus 34 hectáreas se encuentra instalado un ascensor de buques, uno de los pocos que existen en América Latina con una capacidad de elevación de hasta 15.000 toneladas, posee una capacidad de transferencia de 11.700 toneladas, 4 gradas de trabajo y 1.400 metros de muelles.

## Actualidad
Tandanor está construyendo el buque hidrográfico SWATH Petrel para el Servicio de Hidrografía Naval (SHN) y un total de doce (12) remolcadores TND-26-40 para la Armada Argentina.